# PenInsular
Pour les articles homonymes, voir Peninsular.
Albums de Robin Foster
Where Do We Go From Here?
(2011)
PenInsular, sorti le 24 juin 2013, est le 3e album du musicien Robin Foster. Le style et l'ambiance de cet album instrumental sont proches de Life Is Elsewhere.

## Historique
À la suite de Where Do We Go From Here? publié en 2011, Robin Foster a pensé PenInsular comme un projet « local » et s'est appuyé sur le financement participatif pour la production. Distribué par L'Autre Distribution , l’album a été produit par plus de 500 fans. Ces derniers ont eu l'occasion de recevoir PenInsular en avant-première au printemps 2013, en attendant une distribution plus large fin juin 2013.

## Camaret-sur-Mer et Crozon
Le nom de l'album fait référence à la péninsule de Crozon, et plus particulièrement à Camaret-sur-Mer, la ville d'adoption de Robin Foster à laquelle l'album fait maintes fois référence :
- "Roads (Disko Kameled)" fait directement référence à Camaret-sur-Mer, Kameled étant le nom de la ville en breton;
- "Kerloc'h" fait référence à un hameau et une plage situés sur la commune de Camaret-sur-Mer;
- "Sheriff of Lagatjar" fait référence à l'alignement de mégalithes de Lagatjar situé à l'ouest de Camaret-sur-Mer;
- "Pen Hir" fait référence à la Pointe de Pen-Hir et "Pen Had" à la plage de Pen-Had, située sur la pointe du Toulinguet;
- QB29570, le code de publication du disque sur Queen Bee Music Publishing (le label de Robin Foster) correspond au code postal de Camaret-sur-Mer.

## Liste des titres
Pre-release (?)
| No | Titre                 | Durée |
| -- | --------------------- | ----- |
| 1. | Roads (Disko Kameled) | 4:47  |
| 2. | Kerloc'h              | 3:47  |
| 3. | Sheriff of Lagatjar   | 4:04  |
| 4. | Pen Hir               | 1:04  |
| 5. | Finis Terrae          | 4:35  |
| 6. | Magellan              | 1:47  |
| 7. | PenInsular            | 7:14  |
| 8. | Pen Had               | 4:51  |

CD QB29570 chez Queen Bee Music Publishing
| No | Titre                 | Durée |
| -- | --------------------- | ----- |
| 1. | Pen Had               | 4:51  |
| 2. | Roads (Disko Kameled) | 4:48  |
| 3. | Kerloc'h              | 3:48  |
| 4. | Sheriff of Lagatjar   | 4:04  |
| 5. | Pen Hir               | 1:04  |
| 6. | Finis Terrae          | 4:36  |
| 7. | Magellan              | 1:48  |
| 8. | PenInsular            | 7:14  |